# Мейтнер, Лиза
Лизе Мейтнер (Майтнер; нем. Lise Meitner, 17 ноября 1878, Вена — 27 октября 1968, Кембридж) — австрийский физик и радиохимик. Проводила исследования в области ядерной физики, ядерной химии и радиохимии. В её честь назван 109-й элемент таблицы Менделеева — мейтнерий.
Исследования Мейтнер сыграли значительную роль в работах, за которые получил Нобелевскую премию Отто Ган. Этот вклад не был отмечен Нобелевским комитетом, хотя позднее Мейтнер была удостоена премии Энрико Ферми.

## Биография
Лиза Мейтнер родилась в Вене, была третьей из восьми детей в еврейской семье; её отец Филипп Мейтнер был известным в конце XIX века шахматистом. Как случалось тогда со многими молодыми женщинами, искавшими себя в науке, родители были против её поступления в университет, однако Мейтнер настояла на своём, и 1901 году поступила в Венский университет, где начала изучать физику под руководством Людвига Больцмана и Франца Экснера. В 1905 году она первой среди женщин в университете получила степень PhD в области физики. После этого Мейтнер отправилась в Институт кайзера Вильгельма в Берлин, чтобы начать изучение химии под руководством Макса Планка и работать вместе с Отто Ганом. Используя свои знания по физике и знания Гана по химии, они проработали вместе 30 лет.
В 1908 году крестилась, обратившись в лютеранство.
В 1917 году Мейтнер и Ган открыли первый долгоживущий изотоп протактиния. В 1923 году Лиза Мейтнер открыла безызлучательный переход, получивший название эффект Оже в честь французского исследователя Пьера Виктора Оже, который независимо открыл его в 1925 году.
В 1926 году Мейтнер стала профессором Берлинского университета. Она оказалась первой женщиной в Германии, достигшей таких высот в науке.
После открытия нейтрона в 1932 году возник вопрос о создании трансурановых элементов. Началось соревнование между Эрнестом Резерфордом из Англии, Ирен Жолио-Кюри из Франции, Энрико Ферми из Италии и Лизой Мейтнер вместе с Отто Ганом из Берлина. Все они считали, что это будет абстрактное исследование, за которым последует Нобелевская премия. Ни один из них не предполагал, что эти исследования закончатся созданием ядерного оружия.
После аншлюса Австрии в 1938 году Дирк Костер убедил Мейтнер покинуть Германию и отправиться в Швецию. Из-за еврейского происхождения у неё не было действительного паспорта, и её чуть было не задержали на границе. Благодаря счастливой случайности Мейтнер сумела пересечь границу с Голландией.
Лиза Мейтнер продолжила работу в институте Манне Сигбана в Стокгольме, но, вероятно из-за предвзятого отношения к женщинам-учёным у Сигбана, работала одна, не получая никакой поддержки.
В ноябре Ган и Мейтнер тайно встретились в Копенгагене для того, чтобы обсудить новую серию экспериментов, для этой цели они также обменивались письмами. В лаборатории Гана в Берлине были проведены эксперименты по доказательству расщепления ядра. Из сохранившейся переписки следует, что Ган никогда бы не поверил в расщепление ядра, если бы Мейтнер не убедила его в этом. Ей первой удалось расщепить атомное ядро на части: ядра урана распадались на ядра бария и криптона, при этом выделялось несколько нейтронов и большое количество энергии. В декабре 1938 года Нильс Бор в своём письме отмечал, что в процессах бомбардировки атомов урана энергии выделяется гораздо больше, чем предполагается теорией нераспадающейся оболочки. Многие утверждают, что Лиза Мейтнер первой провела расчёты с учётом того, что оболочки могут распадаться.
По политическим соображениям Лизе Мейтнер запрещалось публиковаться вместе с Отто Ганом в 1939 году. Ган опубликовал данные по химическому эксперименту в январе 1939 года, а Мейтнер описала физическое обоснование эксперимента месяцем позже, вместе со своим племянником, физиком Отто Робертом Фришем. Мейтнер заметила, что процесс ядерного деления может породить цепную реакцию, которая может привести к большим выбросам энергии. Это заявление вызвало сенсацию в научной среде. Знания, при помощи которых можно было создать оружие невероятной силы, могли оказаться в немецких руках. Американские учёные Лео Силард, Эдвард Теллер и Юджин Вигнер убедили Альберта Эйнштейна написать предупреждающее письмо президенту Франклину Рузвельту, после чего был создан проект Манхэттен. Будучи по убеждениям пацифисткой, Мейтнер отказалась работать в Лос Аламосе, заявив: «Я не буду делать бомбу!»
В 1944 году Отто Ган получил Нобелевскую премию по химии за открытие ядерного распада. По мнению многих учёных, Лиза Мейтнер заслуживала той же почести, однако Отто Ган заявил, что премия должна вручаться только за достижения по химии. Сама Мейтнер писала, что Ган, безусловно, заслуживал премии, но её с Фришем работа была немаловажным вкладом в прояснение процесса расщепления урана. Многие утверждают, что Мейтнер не дали Нобелевскую премию из-за того, что одним из членов комитета был Сигбан, недолюбливавший её. Мейтнер так и не дождалась Нобелевской премии по физике. Однако в 1966 году Ган, Штрассман и Мейтнер вместе получили премию Энрико Ферми. В 1946 году «National Women’s Press Club» (США) назвал Лизу Мейтнер «Женщиной года». В 1949 году она была награждена медалью имени Макса Планка.
В 1960 году Мейтнер переехала в Кембридж, где умерла 27 октября 1968 года, за неделю до своего 90-летия.
В честь Лизы Мейтнер был назван 109-й элемент таблицы Менделеева — мейтнерий, кратер Мейтнер на обратной стороне Луны и кратер Мейтнер на Венере, астероид (6999) Мейтнер, Институт ядерных исследований имени Гана и Мейтнер, открыт в 1959 в Западном Берлине. После слияния с BESSY в 2009 году получил название Берлинский центр материалов и энергии имени Гельмгольца. Присуждается премия Лизы Мейтнер.
Научный фонд и Межгосударственная ассоциация последипломного образования Австрии учредили исследовательские стипендии имени Лизы Мейтнер, присуждаемые за научные исследования в области атомной физики.

## Интересный факт
В книге «Физики продолжают шутить» приведён следующий курьёз:

Лиза Мейтнер — первая в Германии женщина-физик, смогла получить учёную степень в начале 20-х годов. Название её диссертации «Проблемы космической физики» какому-то журналисту показалось немыслимым, и в газете было напечатано: «Проблемы косметической физики».

Хотя в реальности Лиза Мейтнер защитила диссертацию по теме «Теплопроводность неоднородных твёрдых тел» в 1906 году.

## Избранные публикации
Из 169 опубликованных работ основными можно считать следующие:

### Книги
- Meitner L. Atomvorgänge und ihre Sichtbarmachung. — Stuttgart: Ferdinand Enke, 1926.
- Meitner L., Delbrück M. Der Aufbau Der Atomkerne: Natürliche und Künstliche Kernumwandlungen. — Berlin: Springer Verlag, 1935.
- Meitner L., Hahn O. Atomenergie und Frieden. — Wien: Frick-Verlag, 1954.

### Статьи
- Meitner L. Wärmeleitung in inhomogenen Körpern // Phys. Inst. Wien. — 1906. — Bd. 115. — S. 125—137.
- Meitner L. Über die Absorption von α- und β-Strahlen // Physikalische Zeitschrift. — 1907. — Bd. 7. — S. 588—590.
- Meitner L. Die Muttersubstanz des Actiniums, ein neues radioaktives Element von langer Lebensdauer // Zeitschrift für Elektrochemie und angewandte physikalische Chemie. — 1918. — Bd. 24. — S. 169—173. — doi:10.1002/bbpc.19180241107.
- Hahn O., Meitner L. Über das Protactinium und die Frage nach der Möglichkeit seiner Herstellung als chemisches Element // Naturwissenschaften. — 1919. — Bd. 7. — S. 611—612. — doi:10.1007/BF01498184.
- Meitner L. Über die Entstehung der β-Strahl-Spektren radioaktiver Substanzen // Zeitschrift für Physik. — 1922. — Bd. 9. — S. 131—144. — doi:10.1007/BF01326962.
- Meitner L. Der Zusammenhang von α- und β-Strahlen // Ergebnisse der Exakten Naturwissenschaften. — 1924. — Bd. 3. — S. 160—181. — doi:10.1007/978-3-642-94260-0_7.
- Meitner L. Über den Aufbau des Atominnern // Naturwissenschaften. — 1927. — Bd. 15. — S. 369—378. — doi:10.1007/BF01504760.
- Meitner L., Frisch O.R. Disintegration of Uranium by Neutrons: a New Type of Nuclear Reaction // Nature. — 1939. — Vol. 143. — P. 239—240. — doi:10.1038/143239a0.
- Meitner L. The Status of Women in the Professions // Physics Today. — 1960. — Vol. 13, № 8. — P. 16—21. — doi:10.1063/1.3057062.
- Meitner L. Right and wrong roads to the discovery of nuclear energy // IAEA Bulletin. — 1962. — Vol. 4. — P. 6—8.

## Память
- В честь Лизы Мейтнер названа улица в немецком городе Боркене.
- В 1970 году Международный астрономический союз присвоил имя Лизы Мейтнер кратеру на обратной стороне Луны.
- В 1979 году Международный астрономический союз присвоил её имя кратеру на Венере.
- В 1997 году Международный союз теоретической и прикладной химии (IUPAC) официально принял название мейтнерий в её честь для химического элемента побочной подгруппы VIII группы 7-го периода периодической системы элементов с атомным номером 109, который ранее был известен как унниленний Une (или эка-иридий)[15].
- В 2000 году Европейское физическое общество учредило Премию Лизы Мейтнер[нем.].